# UFC Fight Night: Rockhold vs. Branch
UFC Fight Night: Rockhold vs. Branch, noto anche come UFC Fight Night 116, è stato un evento di arti marziali miste tenuto dalla Ultimate Fighting Championship il 16 settembre 2017 alla PPG Paints Arena di Pittsburgh, negli Stati Uniti d'America.

## Risultati
|                                 | Divisione       |                       |                 |                  | Metodo                                      | Round           | Tempo           | Premio          |
| Card Principale                 | Card Principale | Card Principale       | Card Principale | Card Principale  | Card Principale                             | Card Principale | Card Principale | Card Principale |
| ------------------------------- | --------------- | --------------------- | --------------- | ---------------- | ------------------------------------------- | --------------- | --------------- | --------------- |
|                                 | Pesi medi       | Luke Rockhold         | batte           | David Branch     | Sottomissione (pugni)                       | 2               | 4:05            |                 |
|                                 | Pesi welter     | Mike Perry            | batte           | Alex Reyes       | KO (ginocchiata)                            | 1               | 1:19            | POTN            |
|                                 | Pesi medi       | Anthony Smith         | batte           | Hector Lombard   | KO tecnico (pugni)                          | 3               | 2:33            |                 |
|                                 | Pesi leggeri    | Gregor Gillespie      | batte           | Jason Gonzalez   | Sottomissione (triangolo di braccio)        | 2               | 2:11            | FOTN            |
|                                 | Pesi welter     | Kamaru Usman          | batte           | Sérgio Moraes    | KO (pugni)                                  | 1               | 2:48            |                 |
|                                 | Pesi massimi    | Justin Ledet          | batte           | Zu Anyanwu       | Decisione non unanime (28-29, 29-28, 29-28) | 3               | 5:00            |                 |
| Card Preliminare (Fox Sports 1) |                 |                       |                 |                  |                                             |                 |                 |                 |
|                                 | Pesi leggeri    | Olivier Aubin-Mercier | batte           | Tony Martin      | Decisione non unanime (28-29, 29-28, 29-28) | 3               | 5:00            |                 |
|                                 | Pesi massimi    | Daniel Spitz          | batte           | Anthony Hamilton | KO tecnico (pugni)                          | 1               | 0:24            |                 |
|                                 | Pesi medi       | Uriah Hall            | batte           | Krzysztof Jotko  | KO tecnico (pugni)                          | 2               | 2:25            | POTN            |
|                                 | Pesi leggeri    | Gilbert Burns         | batte           | Jason Saggo      | KO (pugno)                                  | 2               | 4:55            |                 |

## Premi
I lottatori premiati ricevettero un bonus di 50.000 dollari.
Legenda:
- FOTN: Fight of the Night (vengono premiati entrambi gli atleti per il miglior incontro dell'evento)
- POTN: Performance of the Night (viene premiato il vincitore per la migliore performance dell'evento)